# Kenta Kakimoto
Kenta Kakimoto (født 19. oktober 1990) er en japansk professionel fodboldspiller.
Han har spillet for flere forskellige klubber i sin karriere, herunder Giravanz Kitakyushu og Blaublitz Akita.